# Transpirație (plante)
Transpirația reprezintă procesul prin care apa iese din frunze sub formă de vapori. Cantitatea de apă eliminată depinde de numărul de stomate și de gradul lor de deschidere.
Transpirația este influențată de factori de mediu climatic externi cum sunt: temperatură, lumină, umiditate, aer și vânt.
- Temperatură: La căldură plantele transpiră mult. Dacă temperatura ambiantă ajunge la un anumit grad, plantele ofilesc.
- Lumină: Plantele transpiră mai mult ziua decât noaptea. Cu cât procesul de fotosinteză este mai intens, cu atât transpirația crește.
- Umiditatea aerului: Cu cât aerul este mai umed, transpirația scade; cu cât este mai uscat, transpirația crește.
- Vântul: El ia de la suprafață aerul umed și îl înlocuiește cu aer uscat. Deci în prezența vântului transpirația crește.

Transpirația are un rol important, ajutând seva brută să ajungă mai repede din rădăcină la frunze. Ea mai ajuta la împrospătarea sevei brute.